# Hatschekia pinguis
Hatschekia pinguis är en kräftdjursart som beskrevs av C. B. Wilson 1908. Hatschekia pinguis ingår i släktet Hatschekia och familjen Hatschekiidae. Inga underarter finns listade i Catalogue of Life.